# Autoportrait à l'âge de 63 ans
Pour les articles homonymes, voir Autoportrait (homonymie).
Autoportrait à l'âge de 63 ans est un tableau peint par Rembrandt en 1669, l'un des trois autoportraits datant de 1669 peints dans les mois précédant sa mort en octobre 1669, l'un des derniers de sa série d'environ 80 autoportraits. Malgré la proximité de sa mort et la concentration sur son visage vieillissant, Rembrandt donne l'impression d'un artiste sûr de lui et confiant. Il a été acheté par la National Gallery de Londres en 1851.

## Histoire
Quelques mois avant sa mort, dans une période rendue amère non seulement par sa vieillesse, mais aussi par la mort de sa femme, de son fils bien-aimé et de sa compagne de longue date, Rembrandt se représente pour la énième fois, dans un tableau au fond obscur avec un buste de trois quarts, le visage tourné vers le spectateur et un coude reposant idéalement sur le bord inférieur de la toile, se citant des œuvres de jeunesse comme la gravure de 1639 et Autoportrait à l'âge de 34 ans de 1640.

## Description et analyse
Rembrandt se représente en manteau rouge foncé avec col en fourrure et béret, regardant le spectateur les mains jointes. Une signature et une date endommagées ont été révélées lors du nettoyage du tableau en 1967, et on pense que l'œuvre a été coupée sur les quatre côtés. L'analyse aux rayons X a montré deux repentirs : le béret était à l'origine plus grand et de couleur blanche, et les mains avaient à l'origine une position différente, tenant un pinceau et un appuie-main. Ce détail a ensuite été éliminé, peut-être pour souligner la représentation de lui-même en tant qu'homme plutôt qu'en tant qu'artiste, ou peut-être simplement pour ne pas détourner l'attention du visage. Son visage affaissé et taché est soigneusement rendu avec de nombreuses couches de peinture translucide, mais sa robe et l'arrière-plan restent dans l'ombre et les mains sont indistinctes. 
Malgré la période difficile, l'artiste a démontré qu'il n'avait certainement pas émoussé son extraordinaire capacité à transmettre des émotions en peinture, avec une économie de moyens, en utilisant des pigments simples. Un rayon de lumière le frappe en plein visage, illuminant également le fond correspondant, et faisant du visage le pivot incontesté de l'œuvre. Avec un coup de pinceau rugueux et brut, des couches de couleurs épaisses et douces, qui rendent la peau d'une personne âgée avec expressivité et suggestion, Rembrandt se dépeint avec un regard toujours confiant et fier, dirigé directement vers le spectateur, mais avec un sentiment de tristesse et de lassitude. La technique particulière démontre tout l'expérimentation que l'artiste n'a cessé de rechercher, même à un âge avancé, capable en effet d'obtenir des effets encore plus modernes et poignants.

## Technique
La peinture a été étudiée par les scientifiques de la National Gallery de Londres. Rembrandt a utilisé sa palette habituelle plutôt limitée de céruse, d'ocres et de laques rouges.
La signature et la date ont été découverts lors du nettoyage en 1967, cependant, elles ne sont désormais lisibles qu'en infrarouge.

## Provenance
Cet autoportrait faisait partie de la collection de William van Huls jusqu'à ce qu'il soit vendu aux enchères à Londres en 1722 et acheté pour 80 £ par Thomas Brodrick (1654-1730). Son neveu Alan Brodrick (2e vicomte Midleton), en a hérité et il est resté à Peper Harow jusqu'à ce qu'il soit vendu aux enchères par George Brodrick (5e vicomte Midleton), en 1851, lorsqu'il a été acheté pour 430 £ 10s par la National Gallery.